# Воробьёв, Артём Олегович
Артём Оле́гович Воробьёв — глава города Орска (с 24 октября 2024).

## Биография
Родился 12 декабря 1982 года в селе Северное Северного района Оренбургской области.
В 1999 году окончил Северную среднюю школу.
В 2004 году с отличием окончил Бузулукский гуманитарно-технологический институт (филиал) ГОУ ВПО «Оренбургский государственный университет» по специальности «Юриспруденция».
В 2010 году с отличием окончил ФГОУ ВПО «Уральская академия государственной службы» по специальности «Государственное и муниципальное управление».
Работал юристом, начальником юридического отдела в коммерческих организациях.
В конце нулевых руководил мясоперерабатывающим сельскохозяйственным кооперативом.
В 2018—2019 годах — руководитель исполкома местного отделения Партии «Единая Россия» города Орска.
С июня по ноябрь 2019 года — полномочный представитель главы города в Орском городском Совете депутатов.
С 2020 года — заместитель главы города — руководитель аппарата администрации города Орска.
2023 год — полуфиналист кадрового конкурса «Лидеры Возрождения. Луганская Народная Республика».
2023 год — победитель финала ПФО кадрового конкурса «Лидеры России».
2024 год — суперфиналист пятого юбилейного сезона «Лидеры России».
24 октября 2024 года решением Орского городского Совета депутатов избран главой города Орска.
Отец троих детей.